# Cylindromyia carinata
Cylindromyia carinata là một loài ruồi trong họ Tachinidae.